# 優しい赤
「優しい赤」（やさしいあか）は、福原美穂の3枚目のシングル。2008年11月5日発売。

## 解説
- 3ヶ月連続シングルリリース第1弾。
- 初回限定生産盤にはDVDが付属した紙ジャケット仕様。
- 同年10月23日から11月5日まで、全国5場所で「au by KDDI presents ショートフィルム「優しい赤」試写+福原美穂アコースティックLIVE」を行う。後に、アルバム「RAINBOW」でこのショートフィルムを収録される。
- 同年10月29日から、魔法のiらんどで「優しい赤」のサイドストーリーを掲載、「優しい赤」をテーマにしたフォトコンテストも同時開催。

## 収録曲

### CD
1. 優しい赤
  - 作詞：福原美穂／作曲：川村結花／編曲：安原兵衛
  - au「LISMO」CMソング
  - 彼女が故郷の北海道から旅立つ決意の曲、歌詞は2007年8月に作った。歌詞の中の「水平線に伸びる夕陽」はタイトルの由来。リリースまでのライブではピアノの弾き語りで披露、CDではバンド・サウンドのアレンジ。
2. UPSIDE DOWN
  - 作詞：福原美穂／作曲・編曲：2 SOUL
  - 彼女の友達が失恋したことを書いた曲。
3. ひまわり -acoustic version-
  - 作詞：福原美穂／作曲：福原美穂・山口寛雄／編曲：大坪稔明
4. 優しい赤 -instrumental-

### DVD
1. 優しい赤 MUSIC VIDEO
2. 優しい赤 LIVE from “NEW COMER PRESENTATION 07”

## 参考資料
- クローズアップ『福原美穂(フクハラミホ)』 - ウェイバックマシン（2008年12月14日アーカイブ分） - エキサイトミュージック